# كيفن مون
كيفن مون (بالإنجليزية: Kevin Moon)‏ (8 يونيو 1987 ببيرث في المملكة المتحدة - ) هو لاعب كرة قدم بريطاني في مركز الوسط. لعب مع ريث روفرز وسانت جونستون ونادي ألوا أثليتيك وفورفار أثلتيك ‏.

## وصلات خارجية
- كيفن مون على موقع قاعدة بيانات كرة القدم.إي يو (الإنجليزية)
- كيفن مون على موقع Soccerbase.com (لاعب) (الإنجليزية)